# C- und D-Klasse
Die C- und D-Klasse war eine Schiffsklasse von Zerstörern der Royal Navy im Zweiten Weltkrieg. Sie bestand aus zwei Gruppen bzw. Unterklassen. Je ein Schiff war als Flottillenführer ausgerüstet. Die vierzehn Schiffe der beiden Gruppen wurden zu Beginn der 1930er-Jahre in verschiedenen britischen Werften gebaut.
Alle fünf Schiffe der C-Gruppe wurden bis 1939 an Kanada übergeben, später folgten noch zwei Zerstörer der D-Gruppe. Neun Schiffe gingen im Krieg verloren, die verbliebenen vier Einheiten in Kanada und der bei der Royal Navy noch vorhandene Flottillenführer Duncan wurden nach Kriegsende verschrottet. Ihr Entwurf basierte auf der J-Klasse, jedoch waren ihre Baukosten geringer und ihre Handhabung weniger komplex.

## Geschichte der Klasse
Die Zerstörer wurden aus den Haushalten 1929 („C“-Klasse) und 1930 („D“-Klasse) finanziert. Sie waren eine Weiterentwicklung der „A“-Klasse. Sie waren geringfügig größer, hatten mit 461 bis 473 tn.l. Öl mehr Treibstoff und mit 5500 sm eine größere Reichweite. Um die Geschwindigkeit zu halten, war auch die Maschinenleistung etwas erhöht.
Die Zerstörer erhielten ein neues Feuerleitsystem und eine verbesserte Flugabwehrbewaffnung mit einer 76-mm-Flak zwischen den Schornsteinen. Die beiden 40-mm-Pompom-Einzelgeschütze kamen vor den Brückenaufbau.
Gemäß den Planungen für die Zerstörer-Neubauten sollten die Schiffe der C-Gruppe wieder eine Minensuch-Einrichtung erhalten und die folgende D-Gruppe eine verstärkte U-Abwehr-Ausrüstung.
Die Weltwirtschaftskrise zwang Großbritannien, seine Rüstungsausgaben zu reduzieren. Man verzichtete 1930 auf den Bau geplanter Kreuzer und baute nicht neun, sondern nur fünf Schiffe der C-Gruppe. Die vier „Normal“-Zerstörer erhielten, neben der Möglichkeit eine Minensuchausrüstung mitzuführen, noch drei Wasserbombenwurfgestelle mit je zwei Wasserbomben und ein Sonargerät. Der Leader Kempenfelt hatte größere Aufbauten mit Platz für einen Flottillenstab. Auf die Minensuchausrüstung und die U-Bootabwehrkomponente wurde bei Indienststellung dieses Schiffes ganz verzichtet.
Von der anschließend bestellten D-Gruppe wurden wieder neun Einheiten beschafft. Sie erhielten neben einem moderneren Sonargerät zwei Wasserbombenwerfer und eine Abwurfschiene und führten 20 Wasserbomben mit. Der Brückenaufbau wurde verändert und die 40-mm-Geschütze in den vergrößerten Seiten der Brücke aufgestellt. Dainty, Decoy, Delight und Duchess dieser Gruppe erhielten statt der 40-mm-Geschütze an diesen Positionen schwere MG-Vierlinge der Bauart Vickers, deren höhere Feuergeschwindigkeit man für wirkungsvoller gegen angreifende Flugzeuge hielt.

## Einsatzgeschichte
Im April und Mai 1932 wurden die fünf Schiffe der C-Gruppe ausgeliefert. Sie bildeten die neu ausgerüstete „2nd Destroyer Flotilla“ bei der Home Fleet zusammen mit den Zerstörern Valorous, Vega, Venetia und Viceroy der V- und W-Klasse. Im September 1935 wurde die Flottille wegen der Abessinienkrise ins Mittelmeer verlegt. Im Dezember bildeten die alten Zerstörer mit Schiffen der Reserve in Malta eine neue 19. Flottille, während Kempenfelt mit den anderen C-Zerstörern ins Rote Meer verlegt wurde. Im April 1936 kehrten die Schiffe in die Heimat zurück. Nach der Rückkehr und Überholung wurden die Schiffe zur internationalen Neutralitätsüberwachung in der Biskaya in der Frühphase des Spanischen Bürgerkriegs und zu anderen Aufgaben herangezogen.

Weil die C-Klasse aufgrund der Zahl ihrer Schiffe nicht in die Struktur der Royal Navy passte, wurden die Zerstörer einschließlich des zugehörigen Zerstörerführers ab 1937 nach und nach der kanadischen Marine überlassen, sobald dort entsprechende Mittel zur Verfügung standen. Nach Crescent und Cygnet, die am 17. Februar 1937 in Chatham als Fraser und St. Laurent für die kanadische Marine in Dienst gestellt worden waren, folgten im Juni 1938 Comet als Restigouche und Crusader als Ottawa. Bis zum Beginn des Zweiten Weltkriegs waren sie an der kanadischen Pazifikküste stationiert. Erst am 19. Oktober 1939 wurde auch die Kempenfelt während eines Werftaufenthalts nach einer Kollision in Devonport übergeben und gleichzeitig in Assiniboine umbenannt. Am 17. November traf sie in Halifax, Nova Scotia, ein, wohin auch die anderen Schiffe verlegt hatten.
Die neun Schiffe der D-Gruppe kamen zwischen Oktober 1932 und April 1933 in Dienst und ersetzten Zerstörer der V- und W-Klasse in der „1st Destroyer Flotilla“ bei der Mediterranean Fleet. Im Dezember 1934 tauschten die „1st DF“ und die „8th Destroyer Flotilla“ auf der China Station ihre Zerstörer. Die Schiffe der D-Gruppe kamen nach Ostasien und ersetzten erneut Schiffe der V- und W-Klasse, die ins Mittelmeer gingen, um dort im Frühjahr 1936 durch Neubauten der G-Klasse ersetzt zu werden. Im Mai 1939 wurde die 8. Flottille dann in die „21st Destroyer Flotilla“ umbenannt. Nach dem Beginn des Zweiten Weltkriegs wurde die Flottille wieder in die Heimat kommandiert und nicht mehr als Verband eingesetzt.
Erster Kriegsverlust war am 12. Dezember 1939 die Duchess durch eine Kollision mit dem Schlachtschiff Barham. 1940 gingen Daring, Fraser, Delight und die gerade als Magaree Kanada überlassene Diana verloren. Duncan wurde schwer beschädigt und fiel über ein Jahr aus. Dainty, Diamond und Defender gingen 1941 im Mittelmeer verloren und am 14. September 1942 war die im Nordatlantik vor Kanada durch U 91 versenkte Ottawa der letzte Kriegsverlust der Klasse.

## Liste der Schiffe
| Name             | Bauwerft                                      | Kiellegung         | Stapellauf         | Indienststellung  | Verbleib |
| C-Klasse         | C-Klasse                                      | C-Klasse           | C-Klasse           | C-Klasse          | C-Klasse |
| ---------------- | --------------------------------------------- | ------------------ | ------------------ | ----------------- | --- |
| Crusader (H60)   | Portsmouth Dockyard, Portsmouth               | 12. September 1930 | 30. September 1931 | 2. Mai 1932       | 1938 an die kanadische Marine (RCN) übergeben und als Ottawa in Dienst gestellt, am 14. September 1942 im Nordatlantik von deutschem U-Boot U 91 versenkt.                            |
| Comet (H00)      | Portsmouth Dockyard, Portsmouth               | 12. September 1930 | 30. September 1931 | 2. Juni 1932      | 1938 an die RCN übergeben und als Restigouche in Dienst gestellt, am 9. November 1945 zur Verschrottung verkauft.                                                                     |
| Kempenfelt (D18) | J. Samuel White, Cowes                        | 27. Oktober 1930   | 29. Oktober 1931   | 30. Mai 1932      | Flottillenführer, 1939 an die RCN übergeben und als Assiniboine in Dienst gestellt, am 10. November 1945 auf dem Weg zur Verschrottung in der Nähe von Prince Edward Island gesunken. |
| Cygnet (H83)     | Vickers-Armstrongs, Barrow-in-Furness         | 1. Dezember 1930   | 29. September 1931 | 1. April 1932     | 1937 an die RCN übergeben und als St. Laurent in Dienst gestellt, am 9. November 1945 zur Verschrottung verkauft.                                                                     |
| Crescent (H48)   | Vickers-Armstrongs, Barrow-in-Furness         | 1. Dezember 1930   | 29. September 1931 | 15. April 1932    | 1937 an die RCN übergeben und als Fraser in Dienst gestellt, am 25. Juni 1940 in der Gironde mit dem Leichten Kreuzer Calcutta kollidiert und gesunken.                               |
| D-Klasse         |                                               |                    |                    |                   | |
| Dainty (H53)     | Fairfield Shipbuilders, Glasgow               | 20. April 1931     | 3. Mai 1932        | 22. Dezember 1932 | am 24. Februar 1941 vor Tobruk von deutschen Stuka versenkt. |
| Delight (H38)    | Fairfield Shipbuilders, Glasgow               | 22. April 1931     | 2. Juni 1932       | 31. Januar 1933   | am 29. Juli 1940 von einem deutschen Flugzeug vor Portland versenkt. |
| Daring (H16)     | John I. Thornycroft & Company, Southampton    | 18. Juni 1931      | 7. April 1932      | 25. November 1932 | am 18. Februar 1940 von U 23 (Otto Kretschmer) versenkt. |
| Decoy (H75)      | John I. Thornycroft & Company, Southampton    | 25. Juni 1931      | 7. Juni 1932       | 17. Januar 1933   | am 12. April 1943 an die RCN übergeben und als Kootenay in Dienst gestellt, im Januar 1946 verschrottet.                                                                              |
| Diana (H49)      | Palmers Shipbuilding and Iron Company, Jarrow | 20. Juni 1931      | 16. Juni 1932      | 21. Dezember 1932 | im September 1940 an die RCN übergeben und als Margaree in Dienst gestellt, am 22. Oktober 1940 nach Kollision gesunken.                                                              |
| Duchess (H64)    | Palmers Shipbuilding and Iron Company, Jarrow | 20. Juni 1931      | 19. Juli 1932      | 27. Januar 1933   | am 12. Dezember 1939 im Nordkanal nach Kollision mit dem Schlachtschiff Barham gesunken.                                                                                              |
| Defender (H07)   | Vickers-Armstrongs, Barrow-in-Furness         | 29. September 1931 | 7. April 1932      | 31. Oktober 1932  | am 11. Juli 1941 von deutschem Flugzeug des Lehrgeschwaders 1 bei Sidi Barrani (Ägypten) schwer beschädigt, anschließend durch die australische Vendetta versenkt.                    |
| Diamond (H22)    | Vickers-Armstrongs, Barrow-in-Furness         | 29. September 1931 | 8. April 1932      | 3. November 1932  | am 27. April 1941 vor Griechenland von deutschen Stuka-Flugzeugen versenkt. |
| Duncan (D99)     | Portsmouth Dockyard, Portsmouth               | 29. September 1931 | 7. Juli 1932       | 5. April 1933     | Flottillenführer, im November 1945 verschrottet. |